# 長谷川宙輝
長谷川 宙輝（はせがわ ひろき、1998年8月23日 - ）は、東京都小平市出身のプロ野球選手（投手）。左投左打。東京ヤクルトスワローズ所属。

## 経歴

### プロ入り前
幼稚園年長時から鷹の台スパローズで野球を始めると、 聖徳学園中学校では軟式野球部の投手としてプレー。その一方で、小・中学生時代には、地元球団である東京ヤクルトスワローズのファンクラブにも入っていた。
聖徳学園高等学校への進学後は、1年生の時の夏から背番号7番でベンチ入りを果たした。2年時の東京都秋季大会ブロック予選では、日本工大駒場高校戦で20奪三振、東大和高校戦で毎回奪三振と14奪三振を記録。「西東京のドクターK」として一躍注目された。3年生の時の夏の西東京大会では、多摩工業高校との2回戦で、6回までの登板ながら被安打1で毎回奪三振や11奪三振と好投。雨に見舞われた国学院久我山高校との3回戦では、141球と粘投しながら0-6で敗れた。
高校時代には全国大会と無縁であったが、2016年度NPB育成ドラフト会議にて福岡ソフトバンクホークスから2巡目指名を受け、支度金300万円、年俸300万円（金額は推定）という条件で、育成選手として入団。背番号は134。チームには同姓の長谷川勇也外野手が支配下登録選手として既に在籍していたため、報道などでは長谷川宙という略称が用いられた。

### ソフトバンク時代
2017年シーズンには、三軍戦17試合に登板。通算投球イニングは68回1/3で、3勝4敗1セーブ、防御率4.61を記録した。9月中旬からは、二軍のウエスタン・リーグ公式戦にも、救援で2試合に登板。いずれも無失点で凌いだ。一軍がパシフィック・リーグ優勝によってクライマックスシリーズ（CS）への進出を決めたことから、10月11日には、CSファイナルステージに向けた紅白戦（福岡ヤフオク!ドーム）にも抜擢された。
2018年シーズンには、ウエスタン・リーグ公式戦で12試合に登板。通算投球イニングは44回で、1勝2敗、防御率5.32を記録した。三軍戦にも16試合に登板。通算で67回を投げるとともに、5勝3敗、防御率1.88という好成績を残した。
2019年シーズンには、ウエスタン・リーグ公式戦9試合に登板。通算投球イニングは22回1/3で、1勝2敗、防御率6.04だった。三軍戦にも15試合に登板。通算で67回1/3を投げるとともに、5勝3敗、防御率2.41を記録した。育成選手契約の期限と定められている3年以内の支配下選手登録には至らなかったが育成選手としての再契約を打診され受諾、フェニックスリーグと秋季キャンプにも参加する一方、10月31日付で自由契約選手として公示。しかしキャンプ中の11月13日に臨んだ球団との再契約交渉で回答を保留。11月15日にキャンプを離脱すると、同月21日に退団を申し入れた。この背景には、他球団からのオファーが可能な育成選手再契約禁止期間中の11月11日に、ヤクルトから支配下登録選手としての契約を打診されていたことが後に判明している。

### ヤクルト時代
2019年11月22日、東京ヤクルトスワローズが長谷川を支配下登録選手として獲得することを発表。12月2日付で正式に契約を結んだ。推定年俸は650万円で、背番号は90。
2020年シーズンには、プロ入り後初めて、春季キャンプを一軍でスタート。キャンプ中の2月12日には、シーズン初の対外試合（KBO・サムソンライオンズとの練習試合）に、救援で一軍デビューを果たした。オープン戦以降も一軍の実戦で好投を続けた結果、「勝利の方程式」を担う救援要員として、レギュラーシーズンも一軍でスタート。6月19日には、中日ドラゴンズとの開幕戦6回表に一軍公式戦への初登板を果たした。同月25日の対阪神タイガース戦（いずれも明治神宮野球場）では、1点ビハインドの9回表から登板。阪神打線を三者凡退に抑えるとチームがその裏に西浦直亨の3点本塁打で逆転サヨナラ勝利を収めたことにより、自身に初めての白星が付いた。一軍公式戦での白星はこの1勝のみで、防御率も5.82と芳しくなかったが、支配下登録および移籍1年目にしてフルシーズン一軍に帯同。チームの左投手では最多の44試合に登板し、7ホールドを記録した。シーズン終了後の12月4日、推定年俸1050万円（前年から400万円増）という条件で契約を更改。同年のシーズン限りで現役を引退した五十嵐亮太から背番号53を引き継いだ。
2021年シーズンは開幕一軍入りをするも、4試合の登板に終わった。9月27日に血行障害の一種である「胸郭出口症候群」の手術を受けた。オフに、推定年俸850万円で契約を更改した。
2022年は一軍登板はなかった。11月16日、推定年俸800万円で契約を更改した。同年1月22日に結婚していたことが11月26日に発表された。
2023年は一軍登板は1試合に終わった。オフに、推定年俸750万円で契約を更改した
2024年シーズンには、4月16日に一軍合流、4月21日の横浜DeNAベイスターズ戦で352日ぶりの一軍登板を果たすと、その後は救援として7試合連続無失点を記録し、6月2日に出場選手登録を抹消されるまで、13試合で2ホールド、防御率3.00と安定した成績を残した。

## 選手としての特徴
最速153km/hのフォーシームと、縦に鋭く落ちるスライダーのコンビネーションが最大の武器。アクセントとして、チェンジアップやスローカーブを織り交ぜる。右打者との対戦では、フォーシーム、ツーシーム、チェンジアップを多用。左打者に投じるスラーブの切れ味も、高く評価されている。
フォーシームについては、ソフトバンクの育成選手時代にウエイトトレーニングを重ねた結果、最高球速が5km/h、平均球速がおよそ10km/h上昇。ヤクルト移籍後の2020年8月頃から、フォークボールも投げるようになった。

## 詳細情報

### 年度別投手成績
| 年 度     | 球 団     | 登 板 | 先 発 | 完 投 | 完 封 | 無 四 球 | 勝 利 | 敗 戦 | セ 丨 ブ | ホ 丨 ル ド | 勝 率 | 打 者 | 投 球 回 | 被 安 打 | 被 本 塁 打 | 与 四 球 | 敬 遠 | 与 死 球 | 奪 三 振 | 暴 投 | ボ 丨 ク | 失 点 | 自 責 点 | 防 御 率 | W H I P |
| --------- | --------- | ----- | ----- | ----- | ----- | -------- | ----- | ----- | -------- | ----------- | ----- | ----- | -------- | -------- | ----------- | -------- | ----- | -------- | -------- | ----- | -------- | ----- | -------- | -------- | ------- |
| 2020      | ヤクルト  | 44    | 0     | 0     | 0     | 0        | 1     | 2     | 0        | 7           | .333  | 196   | 43.1     | 50       | 3           | 23       | 0     | 0        | 45       | 2     | 1        | 29    | 28       | 5.82     | 1.68    |
| 2021      | ヤクルト  | 4     | 0     | 0     | 0     | 0        | 1     | 0     | 0        | 0           | 1.000 | 18    | 3.1      | 4        | 2           | 3        | 0     | 0        | 3        | 0     | 0        | 5     | 4        | 10.80    | 2.10    |
| 2023      | ヤクルト  | 1     | 0     | 0     | 0     | 0        | 0     | 0     | 0        | 0           | ----  | 12    | 2.0      | 3        | 1           | 3        | 0     | 0        | 1        | 0     | 0        | 3     | 3        | 13.50    | 3.00    |
| 2024      | ヤクルト  | 19    | 0     | 0     | 0     | 0        | 1     | 0     | 0        | 2           | 1.000 | 92    | 21.0     | 21       | 4           | 10       | 1     | 1        | 21       | 2     | 0        | 11    | 11       | 4.71     | 1.48    |
| 通算：4年 | 通算：4年 | 68    | 0     | 0     | 0     | 0        | 3     | 2     | 0        | 9           | .600  | 318   | 69.2     | 78       | 10          | 39       | 1     | 1        | 70       | 4     | 1        | 48    | 46       | 5.94     | 1.68    |

- 2024年度シーズン終了時

### 年度別守備成績
| 年 度 | 球 団    | 投手  | 投手  | 投手  | 投手  | 投手  | 投手     |
| 年 度 | 球 団    | 試 合 | 刺 殺 | 補 殺 | 失 策 | 併 殺 | 守 備 率 |
| ----- | -------- | ----- | ----- | ----- | ----- | ----- | -------- |
| 2020  | ヤクルト | 44    | 3     | 9     | 0     | 1     | 1.000    |
| 2021  | ヤクルト | 4     | 0     | 0     | 1     | 0     | .000     |
| 2023  | ヤクルト | 1     | 0     | 0     | 0     | 0     | ----     |
| 2024  | ヤクルト | 19    | 1     | 2     | 0     | 0     | 1.000    |
| 通算  | 通算     | 68    | 4     | 11    | 1     | 1     | .938     |

- 2024年度シーズン終了時

### 記録
投手記録
- 初登板：2020年6月19日、対中日ドラゴンズ1回戦（明治神宮野球場）、6回表に2番手で救援登板、2/3回 1失点
- 初奪三振：2020年6月23日、対阪神タイガース1回戦（明治神宮野球場）、9回表に大山悠輔から空振り三振
- 初勝利：2020年6月25日、対阪神タイガース3回戦（明治神宮野球場）、9回表に3番手で救援登板、1回無失点
- 初ホールド：2020年7月8日、対中日ドラゴンズ5回戦（ナゴヤドーム）、6回裏に3番手で救援登板、1回無失点

打撃記録
- 初打席：2024年4月21日、対横浜DeNAベイスターズ6回戦（明治神宮野球場）、2回裏に大貫晋一から空振り三振

### 背番号
- 134（2017年[9] - 2019年）
- 90（2020年[22]）
- 53（2021年[27] - ）

### 登場曲
- 「ぶっ倒れるまで」HKT48（2019年 - 2020年7月）
- 「最高かよ」HKT48（2019年）
- 「青春の馬」日向坂46（2020年6月 - 同年7月）
- 「NO WAR in the future」けやき坂46（2020年7月 - ）※9月から偶数イニング登板時
- 「Fight for your heart」三浦春馬（2020年9月 - ）※奇数イニング登板時[37]
- 「ハッピーオーラ」けやき坂46（2021年3月 - ）